# Francisco Cabral (Tennisspieler)
Francisco Cabral (* 8. Januar 1997 in Porto) ist ein portugiesischer Tennisspieler.

## Karriere
Francisco Cabral spielt ab 2017 regelmäßig Turniere auf der drittklassigen ITF Future Tour. Während er im Einzel noch bei keinem Turnier über das Viertelfinale hinauskam, gewann er im Doppel schon einige Titel, allein vier im Jahr 2017. Im Folgejahr kam er erneut zu vier Titeln und im März 2018 auch zu seinem Karrierehoch in der Doppel-Weltrangliste von Rang 313. 2019 gewann er zwei weitere Futures, 2020 einen. Zudem spielte er auch erste Turniere auf der ATP Challenger Tour. In Lissabon erreichte er das erste Mal ein Halbfinale auf diesem Niveau. Im April 2021 konnte Cabral an der Seite von Nuno Borges das Challenger-Turnier in Oeiras gewinnen und damit wieder fast sein bisheriges Karrierehoch erreichen.

## Erfolge
| Legende (Anzahl der Siege) |
| Grand Slam                 |
| ATP Finals                 |
| ATP Tour Masters 1000      |
| ATP Tour 500               |
| ATP Tour 250 (3)           |
| ATP Challenger Tour (15)   |

| ATP-Titel nach Belag |
| Hartplatz (0)        |
| Sand (3)             |
| Rasen (0)            |

### Doppel

#### Turniersiege

##### ATP Tour
| Nr. | Datum         | Turnier    | Belag | Partner        | Finalgegner                     | Ergebnis           |
| --- | ------------- | ---------- | ----- | -------------- | ------------------------------- | ------------------ |
| 1.  | 1. Mai 2022   | Estoril    | Sand  | Nuno Borges    | Máximo González André Göransson | 6:2, 6:3           |
| 2.  | 24. Juli 2022 | Gstaad (1) | Sand  | Tomislav Brkić | Robin Haase Philipp Oswald      | 6:4, 6:4           |
| 3.  | 20. Juli 2025 | Gstaad (2) | Sand  | Lucas Miedler  | Hendrik Jebens Albano Olivetti  | 6:74, 7:64, [10:3] |

##### ATP Challenger Tour
| Nr. | Datum              | Turnier    | Belag     | Partner            | Finalgegner                               | Ergebnis          |
| --- | ------------------ | ---------- | --------- | ------------------ | ----------------------------------------- | ----------------- |
| 1.  | 11. April 2021     | Oeiras     | Sand      | Nuno Borges        | Pawel Kotow Tseng Chun-hsin               | 6:1, 6:2          |
| 2.  | 25. September 2021 | Braga (1)  | Sand      | Nuno Borges        | Jesper de Jong Bart Stevens               | 6:3, 6:74, [10:5] |
| 3.  | 6. November 2021   | Teneriffa  | Hartplatz | Nuno Borges        | Jeevan Nedunchezhiyan Purav Raja          | 6:3, 6:4          |
| 4.  | 27. November 2021  | Manama     | Hartplatz | Nuno Borges        | Maximilian Neuchrist Michail Pervolarakis | 7:5, 6:75, [10:8] |
| 5.  | 11. Dezember 2021  | Maia (1)   | Sand (i)  | Nuno Borges        | Andrej Martin Gonçalo Oliveira            | 6:3, 6:4          |
| 6.  | 18. Dezember 2021  | Maia (2)   | Sand (i)  | Nuno Borges        | Piotr Matuszewski David Pichler           | 6:4, 7:5          |
| 7.  | 2. April 2022      | Oeiras (2) | Sand      | Nuno Borges        | Sanjar Fayziyev Markos Kalovelonis        | 6:3, 6:0          |
| 8.  | 9. April 2022      | Oeiras (3) | Sand      | Nuno Borges        | Zdeněk Kolář Adam Pavlásek                | 6:4, 6:0          |
| 9.  | 23. April 2022     | Prag       | Sand      | Szymon Walków      | Tristan Lamasine Lucas Pouille            | 6:2, 7:612        |
| 10. | 7. Mai 2022        | Prag       | Sand      | Nuno Borges        | Andrew Paulson Adam Pavlásek              | 6:4, 6:73, [10:5] |
| 11. | 29. April 2023     | Rom        | Sand      | Nicolás Barrientos | Andrei Golubew Denys Moltschanow          | 6:3, 6:1          |
| 12. | 5. Oktober 2024    | Braga (2)  | Sand      | Théo Arribagé      | Marco Bortolotti Daniel Cukierman         | 6:3, 6:4          |
| 13. | 30. November 2024  | Maia (3)   | Sand      | Théo Arribagé      | Kimmer Coppejans Sergio Martos Gornés     | 6:1, 3:6, [10:5]  |
| 14. | 13. April 2025     | Madrid     | Sand      | Lucas Miedler      | Jakub Paul David Pel                      | 7:62, 6:4         |
| 15. | 18. Mai 2025       | Bordeaux   | Sand      | Lucas Miedler      | Yuki Bhambri Robert Galloway              | 7:61, 7:62        |

#### Finalteilnahmen
| Nr. | Datum              | Turnier    | Belag     | Partner              | Finalgegner                          | Ergebnis         |
| --- | ------------------ | ---------- | --------- | -------------------- | ------------------------------------ | ---------------- |
| 1.  | 22. April 2023     | Banja Luka | Sand      | Alexander Nedowessow | Jamie Murray Michael Venus           | 5:7, 2:6         |
| 2.  | 23. Juli 2023      | Båstad     | Sand      | Rafael Matos         | Gonzalo Escobar Alexander Nedowessow | 2:6, 2:6         |
| 3.  | 26. September 2023 | Chengdu    | Hartplatz | Rafael Matos         | Sadio Doumbia Fabien Reboul          | 6:4, 5:7, [7:10] |

## Abschneiden bei Grand-Slam-Turnieren

### Doppel
| Turnier         | 2022 | 2023 | 2024 | 2025 | Karriere |
| --------------- | ---- | ---- | ---- | ---- | -------- |
| Australian Open | —    | 1    | 2    | VF   | VF       |
| French Open     | —    | AF   | 1    | 1    | AF       |
| Wimbledon       | 2    | 2    | 2    | 2    | 2        |
| US Open         | 2    | 2    | AF   |      | AF       |